# 船橋ソースラーメン

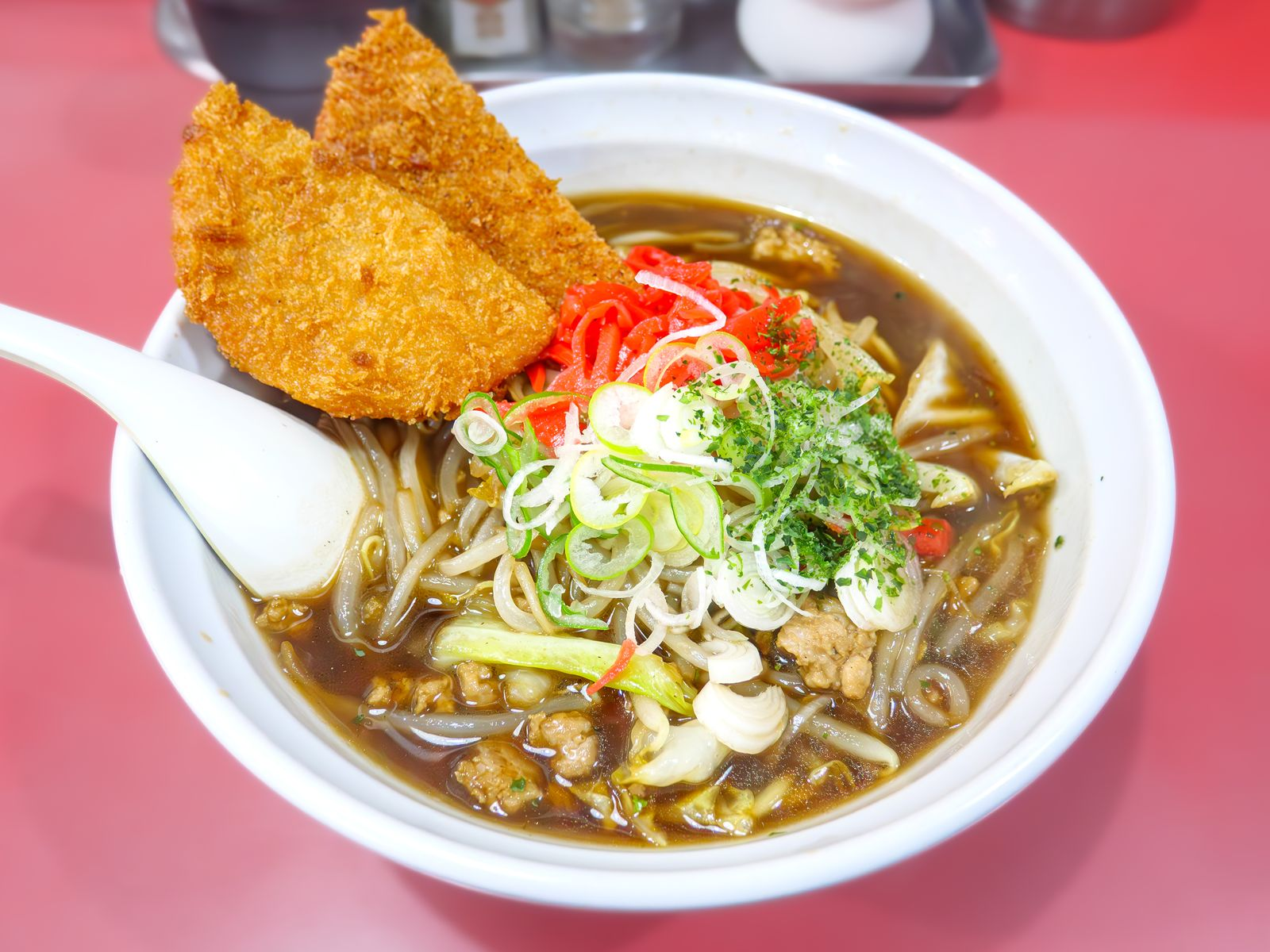
ソースラーメン（ハムカツトッピング）大輦御殿通店

船橋ソースラーメン（ふなばしソースラーメン）とは、千葉県船橋市を中心に提供されているご当地ラーメンである。ウスターソースを味の基本とした、黒っぽいまたは茶色のスープが特徴である。

## 概要
かつて船橋駅近くにあった中華料理店「花蝶」で、第二次世界大戦後間もない頃に出されていた「大焼き（ダイヤキ）」が元祖であるとされる。汁気の多い焼きそばのような料理で、「ダイヤキ」は「大盛り焼きそば」の意味であったと考えられている。真っ黒なスープの「ダイヤキ」を提供する店は市内の本町や湊町地域に広まり、「花蝶」以外にも数店が提供していたが、やがて提供する店は無くなっていった。
2012年前後に船橋の名物ラーメンがなくなったことを憂うラーメン店主有志が集まり「船橋ソースラーメンプロジェクト」を立ち上げ、復活を図った。プロジェクトによる船橋ソースラーメンの定義は「ソース味のスープ」「ラーメン、もしくはつけ麺」という2点のみである。各店がスープやトッピングにこだわった独自の「船橋ソースラーメン」を開発、販売している。たとえば「大輦（だいれん）」ではウスターソース以外の調味料を加えて（詳細は非公表）酸味と甘み、しょっぱさのバランスをとり、トッピングには焼きそばにも使われる青のり、紅ショウガをのせる。
復活した船橋ソースラーメンは以下の2種類に大別される。
- 味噌や醤油に代わってソースで味付けしたラーメン風（代表例「阿修羅」）
- 焼きそばがつゆだくになった焼きそば風（代表例「大輦」）

2014年には、ふなっしーとコラボレーションした、サッポロ一番の期間限定商品「ふなっしーの船橋ソースラーメンなっしー！」「ふなっしーの船橋ソースラーメンタテビッグなっしー！」が販売された。
2018年時点では、船橋市などで十数店が船橋ソースラーメンを提供している。